# کاندوبا
کاندوبا (انگلیسی: Khandoba) یک خدای هندوست که به عنوان یکی از مظاهر شیوا عمدتاً در دکن فلات هند و به‌ویژه در مهاراشترا پرستش می‌شود. او خدای حامی جنگجویان برگزیده، کشاورزی، گله‌داری و طبقه برهمین و همین‌طور چندین قبیله شکارچی/خوراک‌جوی بومی تپه‌ها و جنگل‌های این منطقه است.